# Museu de Mutare
El Museu de Mutare (en anglès:Mutare Museum) és un museu ubicat a Mutare, al país africà de Zimbàbue. És un dels quatre museus nacionals de Zimbàbue i es va establir inicialment com una societat l'any 1954 abans d'esdevenir un museu nacional el 1959.